# Emilio Fernández
Emilio Fernández Romo (26. března 1904 Sabinas – 6. srpna 1986 Ciudad de México) byl mexický filmový režisér, scenárista a herec.
Měl přezdívku El Indio (Indián), protože jeho matka pocházela z kmene Kikapú. Jeho polorodým bratrem byl herec Jaime Fernández. Dcera Adela Fernández y Fernández se uplatnila jako dramatička.
V mládí se zapojil do povstání Adolfa de la Huerty proti prezidentu Obregónovi a po jeho potlačení strávil deset let v exilu v USA. Hrál zde ve westernech Oklahoma Cyclone a The Western Code. Po návratu do Mexika se vedle herectví živil také jako boxer nebo potápěč. Jeho rozhodnutí stát se režisérem ovlivnil Sergej Michajlovič Ejzenštejn. Fernández byl vůdčí osobností zlaté éry mexické kinematografie okolo poloviny dvacátého století. Zaměřil se na realisticky pojaté silné příběhy v exotických reáliích, spolupracoval nejčastěji s kameramanem Gabrielem Figueroou a herci Pedrem Armendárizem, Dolores del Río, Maríou Félixovou a Columbou Domínguezovou.
Debutoval v roce 1941 filmem La Isla de la Pasión, následovalo sociální drama Polní květ. V roce 1943 natočil romantický příběh z období mexické revoluce María Candelaria, za který získal Zlatou palmu v Cannes. Film Perla, natočený podle knihy Johna Steinbecka, byl oceněn na benátském filmovém festivalu. Mezinárodní úspěch sklidily také filmy Río Escondido, Vesničanka, Závrať a Vzpoura pověšenců, natočená podle románu B. Travena. V Argentině vytvořil film Ohňová země uhasíná. Jeho posledním významným dílem byla v roce 1974 Poznamenaná. Čtyřikrát získal mexickou cenu pro nejlepšího režiséra Premio Ariel.
Jako herec se Fernández uplatnil i v Hollywoodu. Sam Peckinpah ho obsadil do svých filmů Divoká banda, Pat Garrett and Billy the Kid a Přineste mi hlavu Alfreda Garciy. Hrál také ve filmech Johna Hustona Noc s leguánem a Pod sopkou a ve filmech Burta Kennedyho Návrat sedmi statečných a Válečný vůz.
Soška Oscara byla údajně vytvořena podle postavy nahého Emilia Fernándeze.